# Лорх (Рајнагау)
Лорх (њем. Lorch) град је у њемачкој савезној држави Хесен. Једно је од 17 општинских средишта округа Рајнгау-Таунус. Према процјени из 2010. у граду је живјело 3.933 становника. Посједује регионалну шифру (AGS) 6439010.

## Географски и демографски подаци
Лорх се налази у савезној држави Хесен у округу Рајнгау-Таунус. Град се налази на надморској висини од 81–450 метара. Површина општине износи 54,5 km². У самом граду је, према процјени из 2010. године, живјело 3.933 становника. Просјечна густина становништва износи 72 становника/km².

## Међународна сарадња
| Мјесто | Држава    | Врста сарадње | Од    |
| ------ | --------- | ------------- | ----- |
|        | Француска | партнерство   | 1976. |
|        | Француска | партнерство   | 1976. |
| Извор  |           |               |       |